# Corrado Dal Fabbro
Corrado Dal Fabbro (* 4. August 1945 in Longarone; † 29. März 2018 in Pieve di Cadore) war ein italienischer Bobfahrer.

## Karriere
Corrado Dal Fabbro gewann als Anschieber von Enzo Vicario die Silbermedaille bei der Weltmeisterschaft 1971. Ein Jahr später belegten sie im Zweierbob-Wettkampf bei den Olympischen Winterspielen in Sapporo den zehnten Rang. Im Viererbob-Wettkampf konnte Dal Fabbro im Bob von Nevio De Zordo die Silbermedaille gewinnen.
Nach seiner aktiven Karriere wurde Dal Fabbro Trainer beim italienischen Verband und betreute unter anderem Günther Huber und Antonio Tartaglia beim deren Goldmedaille bei den Olympischen Winterspielen 1998 in Nagano. Des Weiteren war er viele Jahre Vizepräsident des Exekutivkomitees der International Bobsleigh & Skeleton Federation.